# Hetty Voûte
Henriëtte „Hetty“ Voûte (* 12. Juni 1918 in Utrecht; † 16. Januar 1999 in Amsterdam) war eine niederländische Widerstandskämpferin und Judenretterin während der deutschen Besatzung ihres Landes im Zweiten Weltkrieg.

## Biographie

### Familie und Ausbildung
Hetty Voûte war das jüngste Kind einer protestantischen Familie mit sieben Kindern. Ihre Eltern waren Pauline Hermine Elisabeth Pierson (1881–1965) und der Fabrikleiter Paul Antoine Voûte jr. (1877–1946). Sie besuchte das Stedelijk Gymnasium in Utrecht. 1937 begann sie ein Biologiestudium und legte 1940 ihr Examen ab. 1938 trat sie als Helferin dem Roten Kreuz bei und war ab 1940 stellvertretende Vorstandsvorsitzende der Utrechtsche Vrouwelijke Studenten Vereniging (UVSV).
Am 16. Dezember 1946 heiratete sie in Utrecht Christian Elie Dutilh (1913–1989), den Vizepräsidenten einer Versicherungsgesellschaft. Die Eheleute bekamen vier Kinder, zwei Töchter und zwei Söhne, und wurden 1972 geschieden.

### Widerstandsarbeit
Nach dem Überfall der Wehrmacht auf die Niederlande gründeten zwei von Hetty Voûtes Brüdern im Mai 1940 die Untergrundzeitschrift Het Bulletin, und ihre Schwester half bei der Verteilung dieser Zeitschrift, die anderthalb Jahre lang herausgegeben wurde. Einige Zeit lang spionierte sie die deutschen Verteidigungsanlagen an der Küste bei Noordwijk aus. Die Küste war von den deutschen Besatzern zum Sperrgebiet erklärt worden, aber Hetty Voûte und ihre Kommilitonin Olga Hudig bekamen die Erlaubnis, dort vermeintlich Quallen zu erforschen. Die Informationen gaben sie an einen Bauern weiter, der auf seinem Hof einen Sender hatte. Später bezeichnete sie diese Aktionen als „amateurhaften Unsinn“.
Ab Sommer 1942 beteiligte sich Hetty Voûte an der organisierten Widerstandsarbeit. Sie schloss sich dem Utrechts Kindercomité an, einer Gruppe von Studenten, die es sich zur Aufgabe gemacht hatte, in Zusammenarbeit mit der Amsterdamse Studenten Groep jüdische Kinder vor der Deportation durch die Deutschen in Vernichtungslager in Sicherheit zu bringen. Ab Januar 1943 reiste sie durch die Niederlande, um Kinder in Verstecke zu bringen, mitunter bei Hettys eigenen Eltern. Außerdem richtete sie ein Registrierungssystem ein, um die Kinder mit den erforderlichen Lebensmittelkarten zu versorgen. In Zusammenarbeit mit drei anderen Kindergruppen rettete das Kinderkomitee bis 1945 rund 1100 jüdische Kinder.
Im Juni 1943 entdeckte das Kindercomité, dass ein Ehepaar, das im Landgut De Zonnewende in Sint-Michielsgestel jüdische Kinder aufgenommen hatte, Kontakt mit dem NSB hatte und daher nicht mehr als vertrauenswürdig galt. Hetty Voûte und Gisela Söhnlein sollten die Kinder so schnell wie möglich von dort fortbringen. Mitglieder der Landelijke Knokploegen von Utrecht töteten den Ehemann, und die Frau überlebte schwer verletzt. In den folgenden Tagen wurden Voûte und Söhnlein vom Sicherheitsdienst (SD) verhaftet.
Die beiden jungen Frauen wurden zunächst in Gefängnissen in Den Bosch und in Haaren untergebracht und anschließend in die Lager Kamp Vught und Ravensbrück deportiert. Um der Realität des Lagerlebens zu entfliehen, nannten sie sich gegenseitig Pooh und Piglet, nach dem Bären und dem Ferkel aus dem Kinderbuch Pu der Bär. „Es ist viel weniger schlimm zu sagen, dass Puuh müde oder unglücklich ist, als zu sagen, dass man selbst es ist“, sagte Hetty Voûte später. Im Januar 1944 wurde sie Zeugin des sogenannten Bunkerdramas von Vught, bei dem 74 Frauen von SS-Leuten in eine kleine Zelle gesperrt wurden, von denen zehn starben. Als Kamp Vught im Dezember 1944 geräumt wurde, wurde Hetty Voûte ins KZ Ravensbrück verlegt.
An allen Orten, an denen Hetty Voûte festgehalten wurde, leistete sie auf ihre Weise Widerstand: So durchstach sie etwa Gasmasken mit einem Fingernagel am Ende des Fließbandes bei Siemens, wo sie zum Anbringen von Nasenbändern vor dem Vulkanisieren der Masken abgestellt worden war. Zusammen mit Söhnlein schrieb sie humorvolle, kritische Lieder, die vor anderen Häftlingen aufführten: „Ramen hebben we niet nodig,/ Zitten is ook al overbodig./ Daarom staan we maar,/ Boren gaten; als we iets vertikken/ Is ’t wel om te stikken, daar!’“ („Fenster brauchen wir nicht. Sitzen ist auch bereits überflüssig. Darum werden wir einfach Löcher bohren, wenn wir uns weigern, werden wir dort ersticken.“)

### Nach Kriegsende

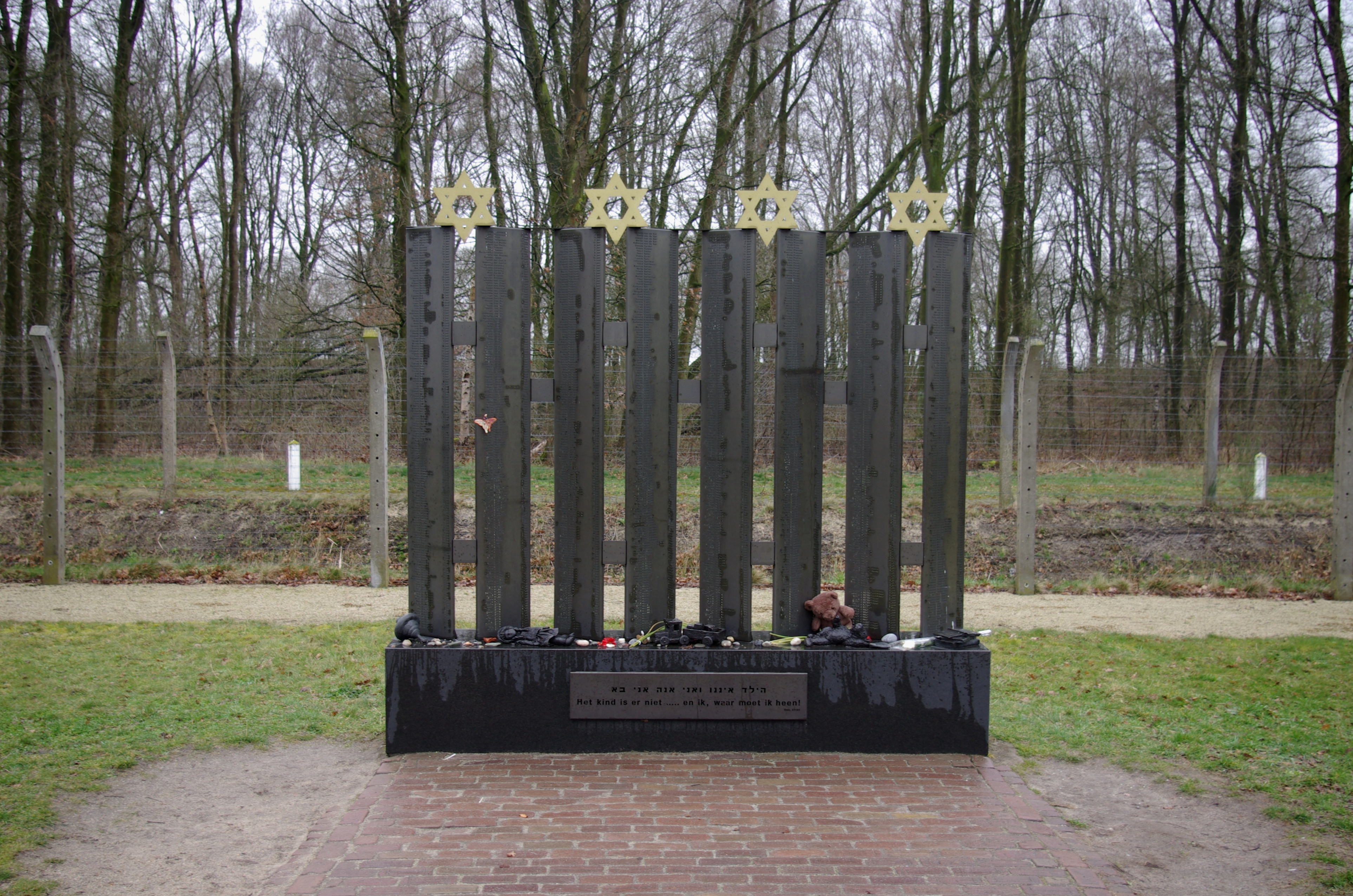
Kindermonument Camp Vught, mit einem Bibelzitat auf Hebräisch und Niederländisch: „Das Kind ist nicht mehr da. Und ich, wo soll ich nun hin?“

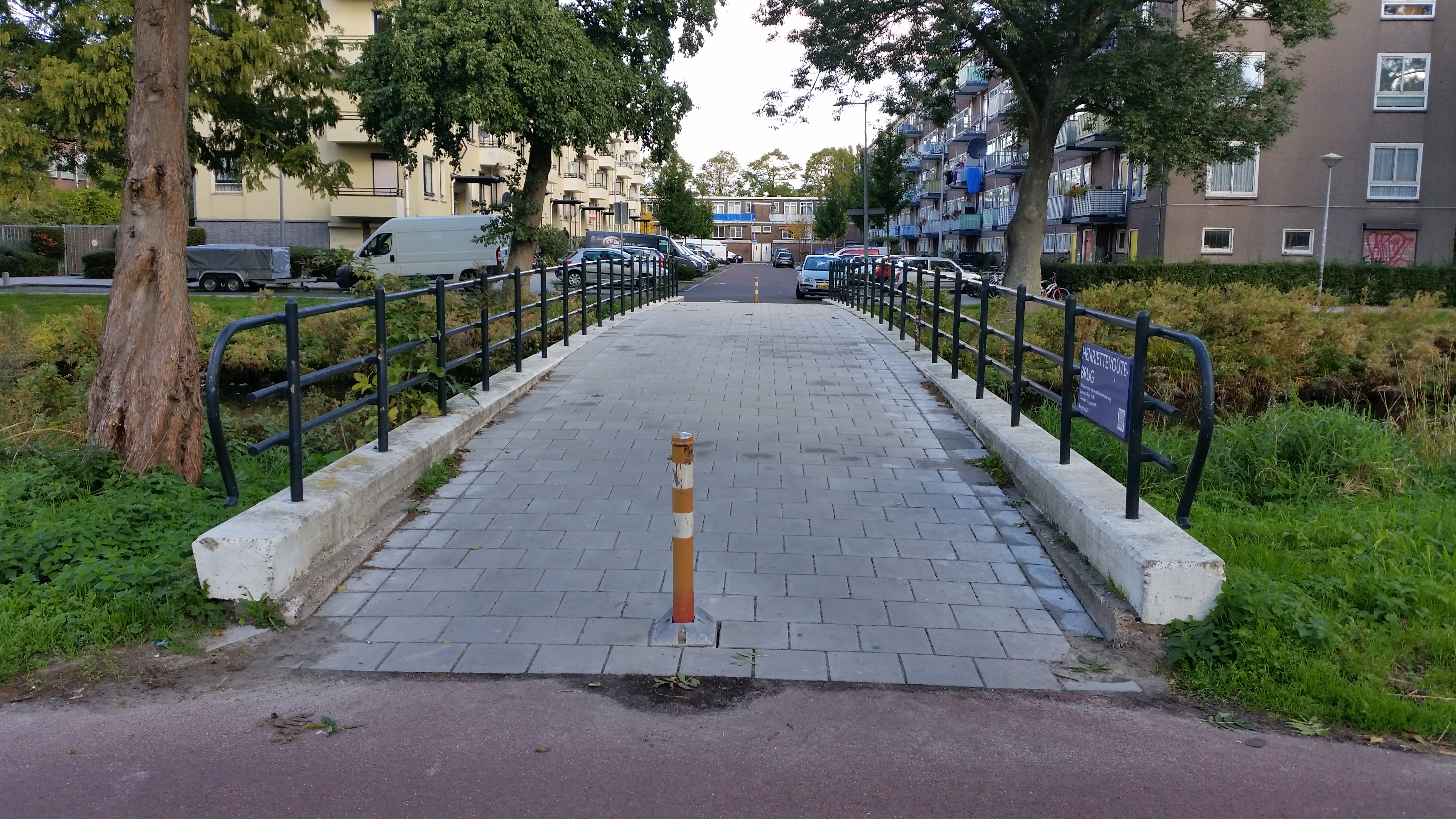
Die Henriëtte Voute-Brug in Amsterdam (Nr. 629)

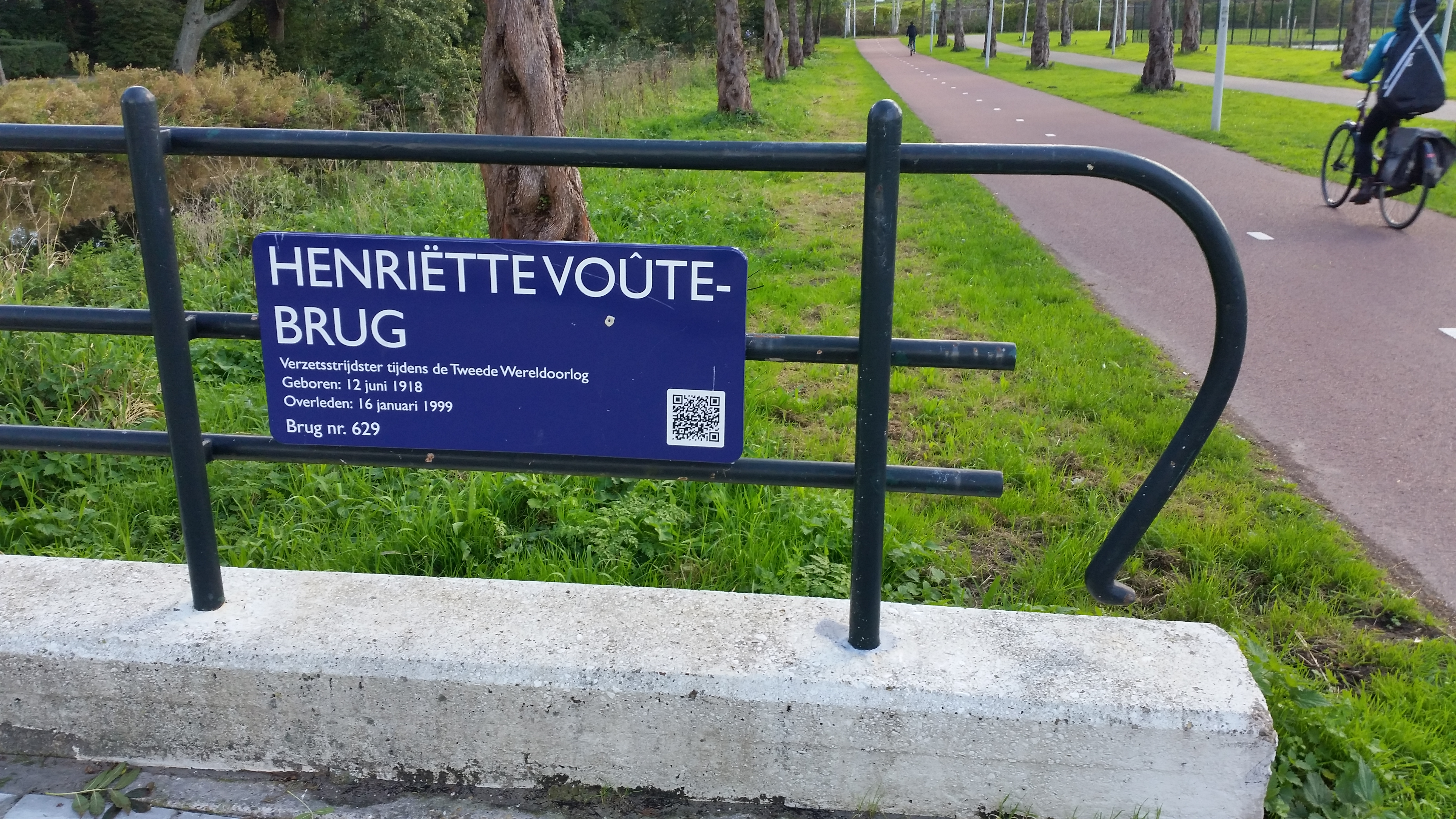
Namensschild an der Brücke

Infolge der Rettungsaktion der Weißen Busse verbrachte Hetty Voûte ihre Rekonvaleszenz in Schweden. Zunächst war sie in einem behelfsmäßigen Krankenhaus in einer Schule in Landskrona untergebracht. Als bei ihr Tuberkulose (TBC) festgestellt wurde, kam sie in ein als Krankenhaus eingerichtetes Haus in Lidingö. Dort lernte sie Schwedisch und schrieb ihre Erinnerungen an den Krieg auf.
Im April 1946 kehrte Hetty Voûte endlich in die Niederlande zurück. Im selben Jahr heiratete sie Christian Elie Dutilh. Das Paar ging nach Niederländisch-Indien (Indonesien), wo sie Eltern von vier Kindern wurden. 1953 kehrte die Familie in die Niederlande zurück, weil Hetty Dutilh-Voûte erneut an TBC erkrankt war. Die Familie ließ sich in Amsterdam nieder. Sie wurde Hausfrau, ihr Mann Vizepräsident bei einer Versicherungsgesellschaft. Nach 26 Jahren Ehe – im Jahr 1972 – beschloss das Ehepaar Dutilh, sich zu trennen. Hetty Voûte arbeitete als Biologielehrerin an der Amsterdamse Huishoudschool, wo sie  acht Jahre lang tätig war.

### Engagement und Ehrungen
In den 1980er Jahren engagierte sich Voûte in der Kriegserinnerung und -aufarbeitung. 1988 wurde sie von Yad Vashem für die Rettung jüdischer Kinder während des Zweiten Weltkriegs als Gerechte unter den Völkern geehrt.
Voûte setzte sich auch für die Anerkennung des Leidens von Kindern politisch „falscher“ Eltern ein. Unter anderem auf ihr Engagement hin wurde 1988 die Stichting Kombi gegründet, die Kinder mit unterschiedlichem Kriegshintergrund zu Gesprächen zusammenbringt. 1990 gründete sie zusammen mit anderen ehemaligen KZ-Häftlingen den Freundeskreis des Nationalen Monumentenlagers Vught (NMKV). Der Freundeskreis setzt sich für den Erhalt der Überreste von Kamp Vught ein und veranlasste unter anderem die Errichtung einer Gedenktafel für die zehn Todesopfer des Bunkerdramas. Am Ende ihres Lebens setzte sich Hetty Voûte für ein Denkmal zur Erinnerung an die Kinder ein, die aus Vught abtransportiert worden waren. Am 16. Januar 1999, kurz vor der Enthüllung dieses Denkmals der verlorenen Kinder, starb sie in ihrer Heimatstadt Amsterdam im Alter von 80 Jahren. Die Zeitung NRC Handelsblad gedachte ihrer als „warmherziger, tapferer Widerstandskämpferin“.
Im Mai 2016 wurden in Slotermeer sechs Brücken nach niederländischen Widerstandskämpferinnen benannt. Die Brücke Nr. 629 erhielt den Namen Henriëtte Voûte-Brug.

## Publikationen
- Mit G. Schaarf/Tineke Wibaut-Guilonard: Verhalen over de dingen die bleven. Hrsg.: Stichting Vriendenkring Nationaal Monument Vught. Amsterdam 1991, ISBN 90-800656-1-7.
- Stichting Vriendenkring Nationaal Monument Kamp Vught (Hrsg.): Het feit van overleven verplicht. Amsterdam 1993, ISBN 90-800656-3-3.